# Atletica leggera ai Giochi della X Olimpiade - 100 metri piani maschili

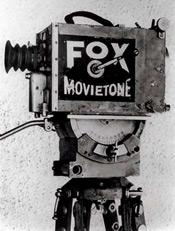
Video della Finale (durata: 1'03". Il filmato mostra molto chiaramente il fotofinish)
Video della Finale (durata: 8'49". Al minuto 6'35" Eddie Tolan parla)

## L'eccellenza mondiale
| Primatista mondiale Co-primatista mondiale | 10”3 1930 10”3 1932 | Percy Williams Arthur Jonath | Presente |
| Primatista mondiale stag.le                | 10”2                | Ralph Metcalfe               | Presente |
| Vincitore selezioni USA                    | 10”6 (10"64)        | Ralph Metcalfe               | Presente |

1. ↑  Non omologabile come record del mondo.

I tre atleti selezionati negli Stati Uniti sono nell'ordine: Ralph Metcalfe (10"64), Edward Tolan (10"71) e George Simpson (10"76): due neri e un bianco.

## La gara
Il tedesco Arthur Jonath corre la sua batteria in 10”6 eguagliando il record olimpico.

Quarti di finale  – Eddie Tolan fa segnare uno sbalorditivo 10”4, che abbassa sensibilmente il primato dei Giochi. Tutti i migliori si qualificano per le semifinali, tranne l'olandese Berger (10”5 di personale). Il campione olimpico in carica, Percy Williams è in evidente affanno: giunge terzo sia nel 1º turno sia nel 2º turno, mostrando di non essere in un soddisfacente stato di forma.

Semifinali – Percy Williams giunge solo quarto nella prima, vinta a pari merito da Tolan e Joubert con 10”7 (10”81), e viene eliminato. Nella seconda prevale Metcalfe con 10”6 (10”65).
Finale: gli atleti si schierano in quest'ordine: 2. Yoshioka; 3. Joubert; 3. Metcalfe; 4. Simpson; 5. Jonath; 6. Tolan. Per consuetudine non è occupata la prima corsia, essendo quella più usurata. C'è grande incertezza sull'esito della gara perché in semifinale nessuno ha dato l'impressione di essere chiaramente superiore agli altri.

Al via Jonath compie una falsa partenza. Al secondo sparo Yoshioka scatta più veloce di tutti, ma viene presto risucchiato dal gruppo. Metcalfe e Tolan conducono la gara e piombano insieme sul traguardo. L'occhio della “Kirby camera” li dà perfettamente pari: 10”38 per entrambi. Per stabilire chi ha prevalso bisogna ricorrere al regolamento, che assegna la vittoria all'atleta che “per primo attraversa la linea di arrivo con tutto il torso”. I giudici assegnano così la vittoria a Tolan, che sulla linea di arrivo è proteso in avanti leggermente meglio del rivale.

## Risultati

### Turni eliminatori
| 7 Batterie         | 31 luglio (ore 15:00) | 33 partenti   | Si qualificano i primi 3. |
| 4 Quarti di finale | 31 luglio (ore 16:30) | 5 + 5 + 5 + 6 | Si qualificano i primi 3. |
| 2 Semifinali       | 1º agosto (ore 14:30) | 6 + 6         | Si qualificano i primi 3. |
| Finale             | 1º agosto (ore 15:30) | 6 concorrenti |                           |

### Batterie
| Pos. | Concorrente       | Nazione       | Tempo |
| ---- | ----------------- | ------------- | ----- |
| 1    | Eddie Tolan       | Stati Uniti   | 10"9  |
| 2    | José de Almeida   | Brasile       | 11"0  |
| 3    | Fernando Ortíz    | Messico       | 11"2  |
| 4    | Valéry Théard     | Haiti         | 11"4  |
| 5    | António Rodrigues | Portogallo    | 11"5  |
| -    | Fred Reid         | Gran Bretagna | Rit.  |

| Pos. | Concorrente    | Nazione          | Tempo |
| ---- | -------------- | ---------------- | ----- |
| 1    | George Simpson | Stati Uniti      | 10"9  |
| 2    | Ernie Page     | Gran Bretagna    | 11"1  |
| 3    | Andrej Engel   | Cecoslovacchia   | 11"2  |
| 4    | Bunoo Sutton   | India Britannica | 11"4  |
| 5    | Liu Changchun  | Cina             | 11"5  |

| Pos. | Concorrente     | Nazione          | Tempo |
| ---- | --------------- | ---------------- | ----- |
| 1    | Arthur Jonath   | Germania         | 10"6  |
| 2    | Allan Elliot    | Nuova Zelanda    | 10"8  |
| 3    | Izuo Anno       | Giappone         | 10"9  |
| 4    | Ronald Vernieux | India Britannica | 11"0  |
| 5    | Samuel Giacosa  | Argentina        | 11"1  |

| Pos. | Concorrente    | Nazione   | Tempo |
| ---- | -------------- | --------- | ----- |
| 1    | Carlos Bianchi | Argentina | 10"8  |
| 2    | Helmut Körnig  | Germania  | 11"0  |
| 3    | Percy Williams | Canada    | 11"1  |
| 4    | Jesús Moraila  | Messico   | 11"2  |

| Pos. | Concorrente      | Nazione     | Tempo |
| ---- | ---------------- | ----------- | ----- |
| 1    | Ralph Metcalfe   | Stati Uniti | 11"0  |
| 2    | Bert Pearson     | Canada      | 11"1  |
| 3    | Angelos Lambrou  | Grecia      | 11"3  |
| 4    | Fernando Ramírez | Messico     | 11"4  |

| Pos. | Concorrente       | Nazione   | Tempo |
| ---- | ----------------- | --------- | ----- |
| 1    | Danie Joubert     | Sudafrica | 11"0  |
| 2    | Harold Wright     | Canada    | 11"2  |
| 3    | Ernst Geerling    | Germania  | 11"3  |
| 4    | Ricardo Guimarães | Brasile   | 11"4  |

| Pos. | Concorrente        | Nazione       | Tempo |
| ---- | ------------------ | ------------- | ----- |
| 1    | Takayoshi Yoshioka | Giappone      | 10.9  |
| 2    | Chris Berger       | Paesi Bassi   | 11.1  |
| 3    | Héctor Berra       | Argentina     | 11.2  |
| 4    | Stanley Fuller     | Gran Bretagna | 11.3  |
| 5    | Mario Marques      | Brasile       | 11.5  |

### Quarti di finale
| Pos. | Concorrente    | Nazione     | Tempo Ufficiale | Tempo Elettrico |
| ---- | -------------- | ----------- | --------------- | --------------- |
| 1    | Eddie Tolan    | Stati Uniti | 10"4            | 10"53           |
| 2    | Carlos Bianchi | Argentina   | 10"5            |                 |
| 3    | Percy Williams | Canada      | 10"7            |                 |
| 4    | Chris Berger   | Paesi Bassi | 10"7            |                 |
| 5    | Fernando Ortíz | Messico     | 11"0            |                 |

| Pos. | Concorrente    | Nazione        | Tempo Ufficiale | Tempo Elettrico |
| ---- | -------------- | -------------- | --------------- | --------------- |
| 1    | George Simpson | Stati Uniti    | 10"7            | 10"74           |
| 2    | Harold Wright  | Canada         | 10"9            |                 |
| 3    | Helmut Körnig  | Germania       | 11"0            |                 |
| 4    | Andrej Engel   | Cecoslovacchia | 11"1            |                 |

| Pos. | Concorrente        | Nazione       | Tempo Ufficiale | Tempo Elettrico |
| ---- | ------------------ | ------------- | --------------- | --------------- |
| 1    | Ralph Metcalfe     | Stati Uniti   | 10"7            | 10"77           |
| 2    | Takayoshi Yoshioka | Giappone      | 10"8            |                 |
| 3    | Allan Elliot       | Nuova Zelanda | 10"9            |                 |
| 4    | Ernie Page         | Gran Bretagna | 10"9            |                 |
| 5    | Ernst Geerling     | Germania      | 11"1            |                 |

| Pos. | Concorrente     | Nazione   | Tempo Ufficiale | Tempo Elettrico |
| ---- | --------------- | --------- | --------------- | --------------- |
| 1    | Arthur Jonath   | Germania  | 10"5            | 10"68           |
| 2    | Danie Joubert   | Sudafrica | 10"6            |                 |
| 3    | Bert Pearson    | Canada    | 10"7            |                 |
| 4    | José de Almeida | Brasile   | 10"8            |                 |
| 5    | Izuo Anno       | Giappone  | 10"9            |                 |

### Semifinali
| Pos. | Concorrente        | Nazione       | Tempo Ufficiale | Tempo Elettrico |
| ---- | ------------------ | ------------- | --------------- | --------------- |
| 1    | Eddie Tolan        | Stati Uniti   | 10"7            | 10"81           |
| 2    | Danie Joubert      | Sudafrica     | 10"8            | 10"81           |
| 3    | Takayoshi Yoshioka | Giappone      | 10"8            | 10"83           |
| 4    | Percy Williams     | Canada        | 10"8            | 10"91           |
| 5    | Allan Elliot       | Nuova Zelanda | 11"0            |                 |
| 6    | Helmut Körnig      | Germania      | 11"2            |                 |

| Pos. | Concorrente    | Nazione     | Tempo Ufficiale | Tempo Elettrico |
| ---- | -------------- | ----------- | --------------- | --------------- |
| 1    | Ralph Metcalfe | Stati Uniti | 10"6            | 10"65           |
| 2    | George Simpson | Stati Uniti | 10"7            | 10"70           |
| 3    | Arthur Jonath  | Germania    | 10"7            | 10"71           |
| 4    | Carlos Bianchi | Argentina   | 10"7            | 10"73           |
| 5    | Bert Pearson   | Canada      | 10"9            | 10"95           |
| 6    | Harold Wright  | Canada      | 11"1            |                 |

### Finale
| Pos.    | Corsia | Concorrente        | Età | Nazione     | Tempo Ufficiale | Tempo Elettrico |
| ------- | ------ | ------------------ | --- | ----------- | --------------- | --------------- |
| Oro     | 6      | Eddie Tolan        | 23  | Stati Uniti | 10"3            | 10"38           |
| Argento | 3      | Ralph Metcalfe     | 22  | Stati Uniti | 10"3            | 10"38           |
| Bronzo  | 5      | Arthur Jonath      | 22  | Germania    | 10"4            | 10"50           |
| 4       | 4      | George Simpson     | 23  | Stati Uniti | 10"5            | 10"53           |
| 5       | 2      | Danie Joubert      | 23  | Sudafrica   | 10"6            | 10"60           |
| 6       | 1      | Takayoshi Yoshioka | 23  | Giappone    | 10"8            | 10"79           |

Sebbene i primi due classificati abbiano ottenuto lo stesso tempo, sarà omologato come primato del mondo solo il tempo di Tolan.